# Коррейя и Силва, Улиссеш
Жозе́ Ули́ссеш де Пи́на Корре́йя-и-Си́лва (порт. José Ulisses de Pina Correia e Silva; род. 4 июня 1962, Прая) — кабо-вердианский государственный и политический деятель. Действующий премьер-министр страны с 22 апреля 2016 года. Вступил в должность после того, как партия «Движение за демократию» одержал победу на парламентских выборах 20 марта 2016 года.

## Ранний период жизни
В 1988 году окончил Школу экономики и управления бизнесом Технического университета Лиссабона.

## Начало карьеры
Карьеру начал в банковской сфере. Работал директором по административным вопросам в Банке Кабо-Верде с 1989 по 1994 год. Также преподавал в Университете Жана Пиаже на Кабо-Верде.

## Политическая карьера
Работал в правительстве Кабо-Верде в должности государственного секретаря по финансам с 1995 по 1998 год и министра финансов с 1999 по 2001 год. С 2006 по 2008 год был вице-председателем политической партии «Движение за демократию». В 2008 году был избран мэром Праи и переизбран в 2013 году. В 2013 году стал председателем партии «Движение за демократию».
Также был исполнительным президентом UCCLA (одного из подразделений Содружества португалоязычных стран) в 2013 году, а затем стал президентом IDC Africa в ноябре 2014 года.

### Премьер-министр
В июне 2016 года он и министр финансов Олаво Коррейя встретились с представителями Международного валютного фонда (МВФ), чтобы обсудить экономику Кабо-Верде. Несколько месяцев спустя, в сентябре 2016 года, Жозе Коррейя и члены правительства встретились с представителями МВФ, чтобы провести консультации по Статье IV.
В феврале 2020 года был повторно назначен руководителем «Движение за демократию», получив 99 % голосов. Затем стал кандидатом от «Движение за демократию» в законодательные органы власти в 2021 году.